# Styrcea

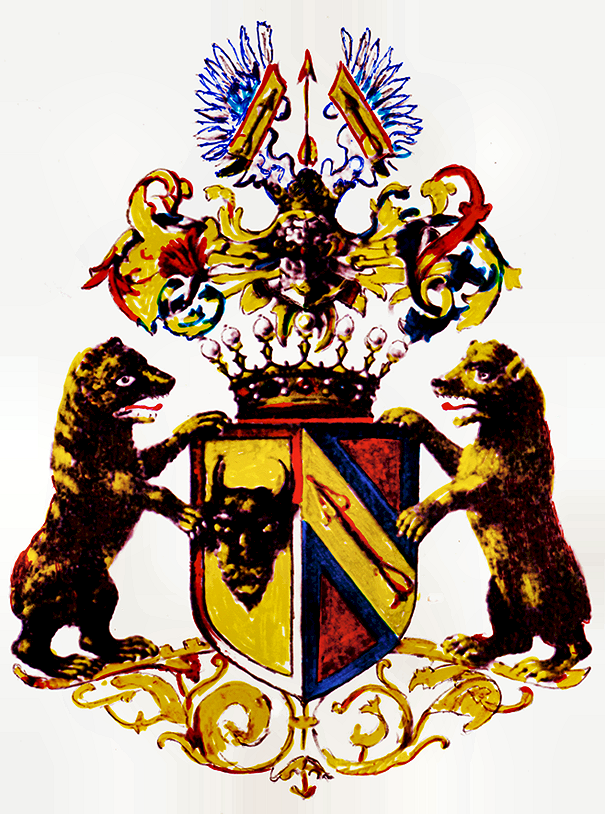
Wappen der Freiherren von Styrczea 1880

Die Freiherren von Styrcea (Styrczea), rumänisch: Stîrcea auch Stârcea, entspringen einer alten Bojarenfamilie aus dem Fürstentum Moldau und sind ein österreichisches und später auch englisches Adelsgeschlecht.

## Geschichte
Urkundlich wird erwähnt, dass der Nachfahre des Kumanenführers Tebuc, der mit den Muschatenen verwandte Pan Iurașco Tăbuci, vom Fürsten Alexandru cel Bun (deutsch: Alexander der Gute) 1411 das Gut Boian erhalten hatte. Der urkundlich am 22. April 1428 dokumentierte Großbojar Dragomir Stârcea (genannt auch Tăbuci Stîrce), Sohn des Heerführers Drăgoi, gilt als der Stammvater der Familie.
Die Urenkel des Iurașco erfüllten unter den Fürsten Ștefăniță und seinem Nachfolger Petru Rareş hohe Funktionen. So waren Ion (Ioan) zwischen 1515 und 1528 Großer Truchsess (mare stolnic) 1528 Burghauptmann (pârcălab) von Hotin und sein Bruder  Mihul Burghauptmann von Cetatea de Baltă. Letzterer avancierte sogar zum obersten Heerführer (hatman), wurde jedoch 1540 auf Befehl des Fürsten Petru ermordet. Der Sohn des Burghauptmanns Ioan, Matiaș, wurde unter dem Wojewoden Alexandru Lăpușneanu Schatzmeister (visternic) später, wie sein Vater Burghauptmann von Hotin (1552–1563) sowie Großschwertträger (mare spătar).
1720 verteilte der Großkanzler (mare vornic) Miron, seine Güter an seine 14 Kinder. Einer der Söhne begründete die Linie der späteren Ritter von Strischka (Strâșca, Strîșca). 1774 ernannte schließlich Fürst Grigore IV. Ghica Toader Stîrcea zum Hofkanzler (vornic de poartă).
Bei der Adelslegitimierung auf Grund des österreichischen Adelspatents erhielten die in der Bukowina wohnenden Mitglieder der Familie, die Brüder Georg, Theodor und Stephan Stîrcze deren Schwester Ilinca sowie ihre Cousins Stefan und Serban Anno 1789 den Ritterstand.
Emanuel (Emanoil) Ritter von Styrczea (1800–1896) und seine Nachfahren wurden durch Allerhöchste Entschließung vom 2. März 1880 in den Freiherrenstand erhoben (siehe unten).

## Persönlichkeiten

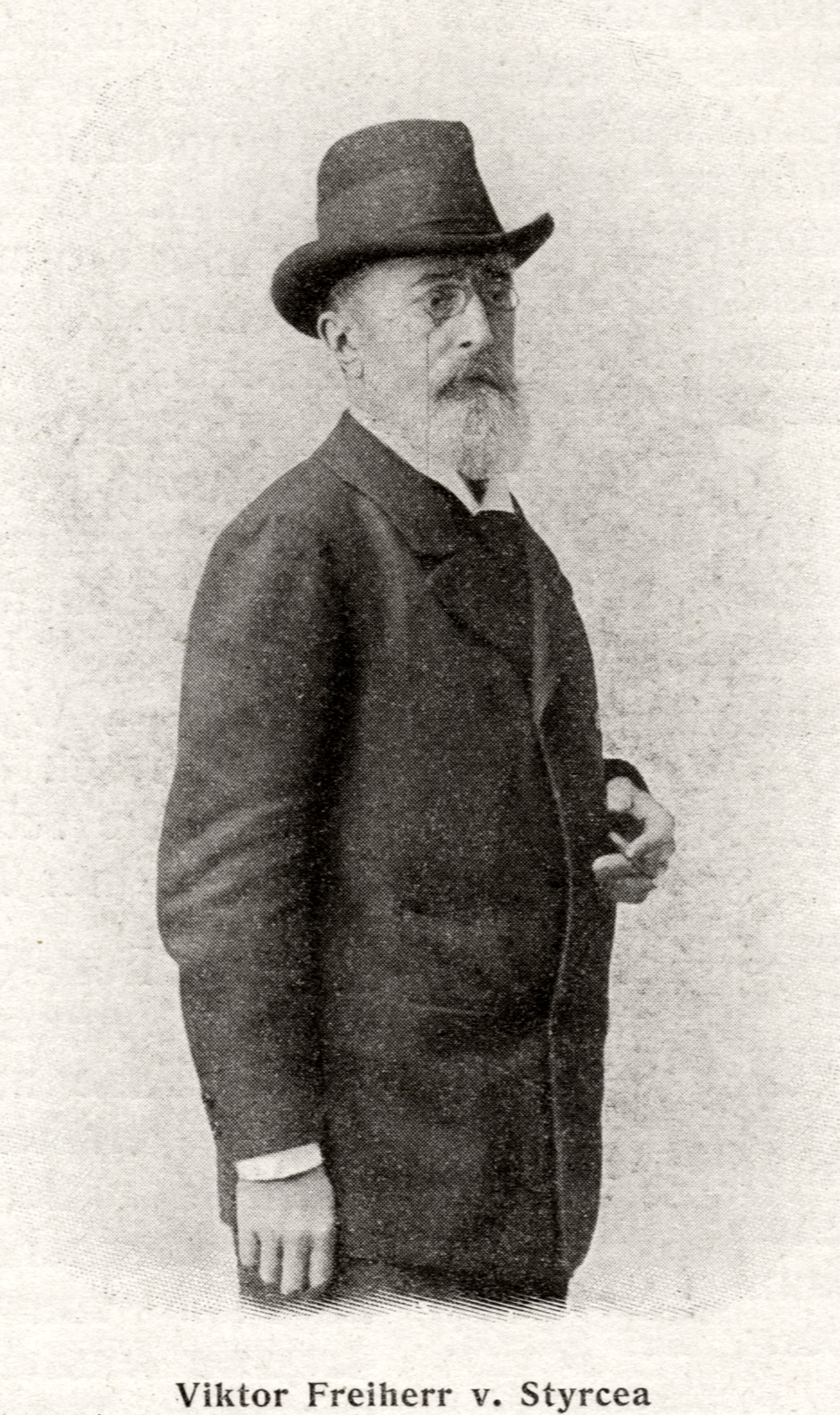
Freiherr Viktor von Styrczea (1839–1908)

- Emanuel (Emanoil) Ritter von Styrczea (* 1. Januar 1800 in Slobodzia Berlince;  † 17. Februar 1896 in  Czernowitz (Cernăuţi)), Sohn des Georg (1767–1833) und der Safta von Ilski, Großgrundbesitzer,[6] wurde durch Allerhöchste Entschließung vom 2. März 1880 in den Freiherrenstand erhoben, der auch für seine Kinder Eugen, Viktor und Natalie galt. Er war seit dem 25. Januar 1835 vermählt mit Helene von Ralli (* 3. Dezember 1813 in Iassy (Iași); † 11. August 1875 in Krasna Ilski (Crasna Ilschi)). Seine Tochter Natalie (* 2. Dezember 1842 in Krasna Ilski; † 9. März 1916 in Wien) heiratete am 24. Februar 1859 in Czernowitz Nikolaus von Hormuzaki (1826–1909)[1] und war die Mutter der Freiherrn Constantin und Alexander.[7]
- Eugen Freiherr von Styrcea (* 24. Oktober 1835 in Krasna Ilski; † 12. November 1901 in Czernowitz), ältester Sohn des Emanuel, war k. u. k. Regierungsrat, föderalistischer Politiker im Herzogtum Bukowina und Reichsratsabgeordneter. Er wurde auch zum Vizepräsidenten der Landeskommission des Herzogtums Bukowina für die Weltausstellung Paris 1900 bestimmt.[8] Eugen vermählte sich am 6. Mai 1863 mit Pulcheria von Grigorczea (* 3. Juli 1844 in Presecareny (Prescareni); † 7. Juli 1878 in Marienbad). Deren einziger, früh verstorbener Sohn Georg (* 2. November 1869 in Krasna Ilski (Crasna Ilschi); † 4. April 1897 in Wien), Kreiskommissär, heiratete Helene von Flondor (1866–1930).[9]

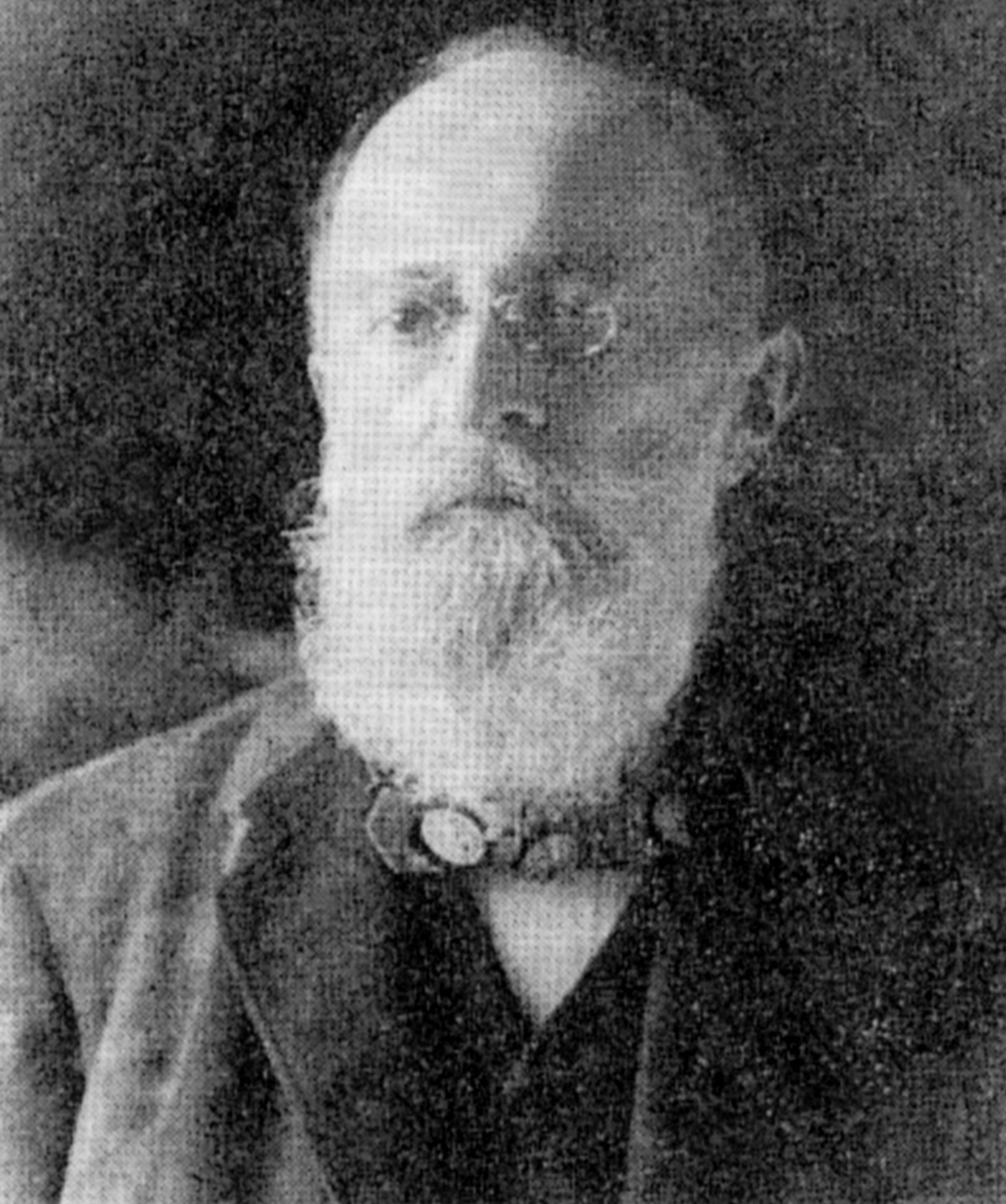
Freiherr Viktor von Styrczea (1839–1908)

- Viktor Freiherr von Styrcea (* 2. November 1839 in Krasna Ilski; † 10. Oktober 1908 in Czernowitz), auch ein Sohn Emanuels, heiratete 1861 in Wien Pulcheria Freiin von Petrino-Armis (* 15. Juni 1843 in  Kischinau (Chișinău); † 11. Juli 1869 in Czernowitz), war k. u. k. Kämmerer, Abgeordneter des Reichsrats und österreichischer Gesandter in Südamerika.
- Johann Viktor Freiherr von Styrcea (Ioan Victor de Stîrcea), (* 9. Februar 1867 in Czernowitz), Sohn des obigen, verheiratet seit 1904 mit Bertha Gräfin von Viomes de Ponthieu (* 14. Juni 1886 in Tanger), war k. u. k. Kämmerer, außerordentlicher Gesandter und bevollmächtigter Minister, Botschafter in Chile vom 16. Dezember 1912 bis 8. November 1916, nach dem Zusammenbruch der Donaumonarchie war er Minister in drei Regierungen des Königreichs Rumänien, zugleich enger Vertrauter des königlichen Hauses.
- Victor de Stîrcea, (* 30. März 1905 in Konstantinopel;  † 22. Dezember 1990 in Townbridge Wells, Kent) Sohn des obigen, verheiratet mit Joan Frances († 1997) war Rumäniens langjähriger Gesandter in London, wo er nach dem Zweiten Weltkrieg blieb.
- Michael Eduard David de Styrcea, (* 1954), dessen Sohn und einziger Erbe war Mitglied der Londoner Wirtschaftskammer und des Business Board, ist Direktor der „The Merry Opera Company Ltd.“, Kent, Hauptförderer des London Symphony Orchestra, erwarb den englischen Titel eines Barons und erhielt das durch die Kommunisten 1948 enteignete Văleni bei Roman sowie 700 Hektar Wald bei Gura Humorului nach der Rumänischen Revolution von 1989 vom rumänischen Staat zurück.[10][11]